# أنطونيو مكاي
أنطونيو مكاي (بالإنجليزية: Antonio McKay) هو عداء سريع أمريكي، ولد في 9 فبراير 1964 في أتلانتا في الولايات المتحدة.

## وصلات خارجية
- أنطونيو مكاي على موقع الاتحاد الدولي لألعاب القوى (الإنجليزية)
- أنطونيو مكاي على موقع اللجنة الأولمبية الدولية (الإنجليزية)
- أنطونيو مكاي على موقع أوليمبيديا (الإنجليزية)
- أنطونيو مكاي على موقع قاعة جورجيا للمشاهير الرياضية (مؤرشف) (الإنجليزية)